# Vera Konstantinovna Romanova (1854)
Granduchessa Vera Konstantinovna Romanova, in russo великая княгиня Вера Константиновна Романова (San Pietroburgo, 16 febbraio 1854 – Stoccarda, 11 aprile 1912), era la quarta figlia del granduca Konstantin Nikolaevič e della granduchessa Aleksandra Iosifovna, e quindi aveva per zio Alessandro II di Russia e per primo cugino Alessandro III.

## Biografia

### Infanzia
Dopo aver trascorso i primi anni a San Pietroburgo si trasferì nel 1861 con la famiglia a Varsavia, poiché suo padre era divenuto viceré della Polonia. Vera era una bambina problematica, soggetta a violenti scatti di rabbia e soffriva di ciò che venne ufficialmente diagnosticato come "condizione nervosa". Divenne così incontrollabile che i suoi genitori decisero di mandarla dalla zia paterna, la granduchessa Olga, regina del Württemberg, che acconsentì a prenderla in cura. Il 7 dicembre 1863, il granduca Costantino e la moglie arrivarono con Vera, di nove anni, a Stoccarda, lasciando la figlia alla regina Olga ed al re Carlo I del Württemberg, che non avevano figli perché Carlo era omosessuale. Ufficialmente si disse che questo veniva fatto perché la piccola potesse godere le più innovative cure in Germania, me in realtà i genitori di Vera volevano nascondere la sua malattia imbarazzante dalla corte russa. La regina Olga fu felice di prendersi cura della nipote nonostante i problemi e per Vera la zia sostituì la vera madre.
La regina Olga ed il suo marito furono genitori adottivi devoti, ma all'inizio ebbero ben poco successo nella cura dello stato della ragazza. Vera era malata di nostalgia e continuava ad essere estremamente difficile, al punto ds essere fisicamente violenta verso loro; periodicamente poi doveva essere sottoposta a controlli da parte di un ufficiale medico dell'esercito ed in più di un'occasione questo dovette avvenire applicando la forza . Carlo I la portava a fare lunghe passeggiate e le leggeva i passi della Bibbia la sera ma ancora nel 1866 c'erano stati ancora pochi miglioramenti nello stato della ragazza. La regina Olga perseverò e col tempo la giovane granduchessa migliorò e superò i suoi comportamenti problematici: da ragazza divenne introspettiva e timida, ma intelligente con una certa attirudine per lo studio. Detestava le cerimonie ed il suo aspetto fisico, come la sua personalità, era piuttosto particolare: aveva capelli biondi spessi e ricci, ma era bassa, tarchiata ed estremamente ordinaria.

### Matrimonio

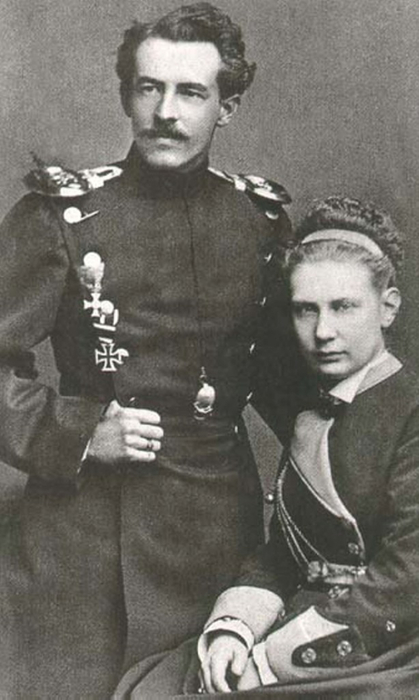
La granduchessa Vera con il marito, il duca Eugenio di Wurtemberg

Il re Carlo e la regina Olga adottarono legalmente la granduchessa Vera nel 1871 e le organizzarono un matrimonio con un membro del ramo slesiano della loro famiglia, il duca Eugenio di Württemberg (20 agosto 1846 - 27 gennaio 1877) in modo che non dovesse lasciare il paese dopo le nozze. Il fidanzamento si ebbe nel gennaio 1874: il granduca Konstantin scrisse al re ed alla regina che li ringraziava abbondantemente per l'aiuto che avevano dato a sua figlia e la regina scrisse al fratello «...la mia bambina problematica è ora una sposa felice, amorevole e cara. Non avrei mai immaginato che tale felicità potesse esistere. Eugenio è già come un figlio per il re» . Vera aveva diciannove anni ed Eugenio ventotto: la cerimonia nuziale si tenne con grande pompa a Stoccarda il 4 maggio 1874 in presenza dello zio di Vera, lo zar Alessandro II che, a causa della scarsa attrattiva della nipote, rilevò con scarsa galanteria "confesso che non invidio il giovane marito" ma comunque concesse una dote di un milione di rubli.
La coppia si trasferì in una grande casa a Stoccarda, l'Akademie e l'anno dopo ebbero il primo figlio, Carlo Eugenio, morto a sette mesi. Nel 1876 Vera ebbe due gemelle, Elsa ed Olga, ma la sua vita nuziale non doveva durare a lungo: il marito, ufficiale nell'esercito del Württemberg, ebbe un comando a Düsseldorf, dove morì all'improvviso il 27 gennaio 1877. Si disse che era morto o per una caduta da cavallo oppure per una crisi respiratoria: il vero motivo, un duello, venne tenuto sotto silenzio.
Il matrimonio era durato tre anni e, vedova a ventitré, Vera non si sposò più e piuttosto che tornare nel suo paese natale decise di rimanere in Württemberg, il paese che considerava la propria casa, dove godette dell'affetto e della protezione dei sovrani; viaggiò comunque molto, andando a trovare i genitori in Russia e la sorella, la regina Olga dei Greci, in Grecia. Alla morte del re Carlo nel 1891 Vera ereditò una considerevole fortuna e quando la regina Olga morì, un anno dopo, ebbe anche Villa Berg a Stoccarda, in cui visse con considerevole sfarzo.
La granduchessa, intelligente e loquace, era popolare in Württemberg: scrisse poesie, trasformò la sua residenza in un centro culturale, oltreché di ritrovo per la sua famiglia, e si dedicò ad attività caritatevoli: rifugi per le "donne perdute" chiamate "Case di Vera", l'Istituto di benevolenza, la Clinica Olga a Stoccarda; la Scuola d'istruzione per infermieri per ciechi Nicola, l'Istituto Mariaberg vicino a Reutlingen, il reggimento dei dragoni del suo defunto marito ed un reggimento russo furono fra le oltre trenta istituzioni ed organizzazioni sotto il suo patronato. Inoltre partecipò alla costruzione della chiesa ortodossa di San Nicola a Stoccarda .

### Ultimi anni

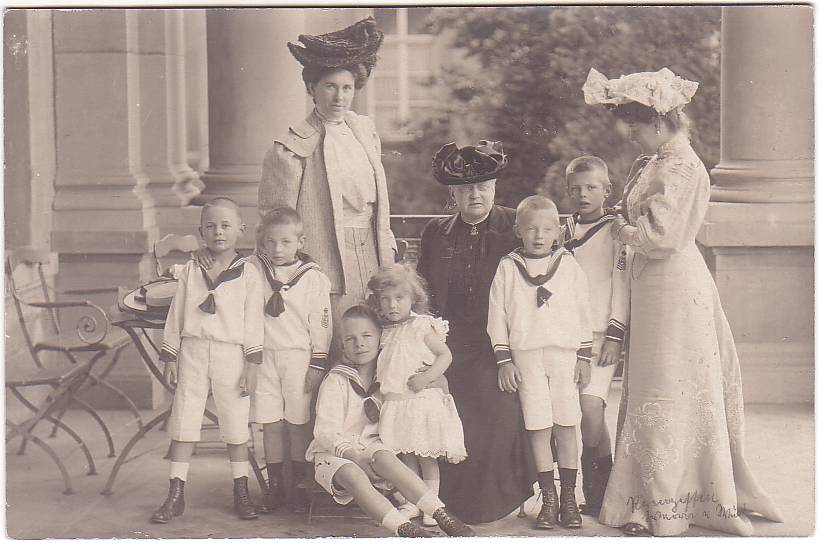
La granduchessa Vera Costantinovna di Russia (al centro) con le sue figlie Olga (a sinistra) ed Elsa (a destra) e con i nipoti

La granduchessa Vera visitò spesso la Russia ed era presente con le sue figlie nel maggio 1896 durante le cerimonie di incoronazione dello zar Nicola II. La maggiore delle gemelle, Elsa, dapprima fu fidanzata, nel gennaio 1895, al principe ereditario di Sassonia-Coburgo-Gotha Alfredo, un nipote della regina Vittoria; il fidanzamento fu presto rotto ed Elsa sposò un lontano cugino, il principe Alberto di Schaumburg-Lippe, fratello della regina Carlotta di Württemberg. L'anno dopo l'altra figlia di Vera, Olga, sposò il fratello minore del cognato, il principe Maximilian di Schaumburg-Lippe. Il destino di Olga fu simile a quello della madre: ebbe tre figli e nei pochi anni che durarono le sue nozze perse un figlio ed il marito, rimanendo giovane vedova che non si sposò più.
Col passare degli anni divenne cagionevole di salute: si pensò che avesse la còrea o "ballo di san Vito", un disordine neurologico dei movimenti che creava movimenti bruschi e involontari : a Stoccarda le fu assegnato un attendente che controllasse che durante gli attacchi non si ferisse .

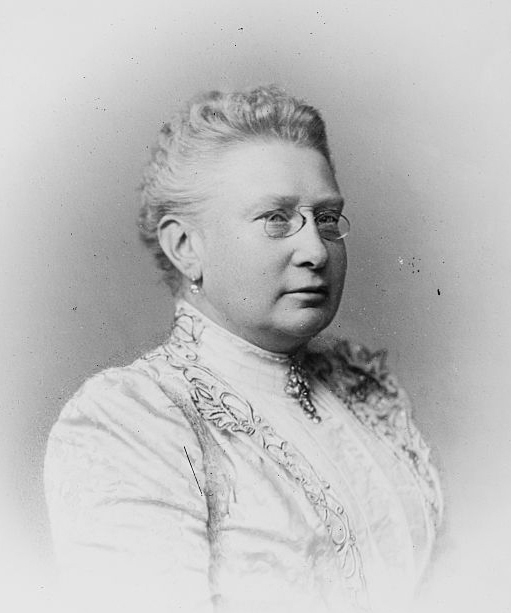
Vera nel 1909

Al volgere del secolo, Vera Konstantinovna divenne una signora piccola, grassottella con un viso grasso e rotondo, che portava i capelli molto corti (il che la dava un look mascolino) , decisamente miope (per questo portava il pince-nez) ed era ancora considerata un'eccentrica, ma manteneva il suo senso dell'umorismo e le sue battute erano ricordate con allegria dai nipoti.
Dopo avere vissuto in Württemberg per tanto tempo, era entrata in disaccordo con i suoi parenti russi per motivi politici e religiosi: le sue simpatie politiche andavano alla Germania e non capiva la visione sempre più antitedesca dei Romanov; da sempre molto religiosa, alla fine si convertì al luteranesimo nel 1909, con costernazione della famiglia imperiale, ed incaricò della costruzione di una chiesa protestante al piano terra di Villa Berg.
La granduchessa Vera Konstantinovna ebbe un infarto nell'ottobre 1911 e morì a Stoccarda l'11 aprile 1912 a 58 anni.

## Discendenza
La granduchessa Vera e suo marito il duca Eugenio di Württemberg ebbero tre figli:
- Carlo Eugenio di Württemberg (8 aprile 1875 - 11 novembre 1875).
- Elsa di Württemberg (1º marzo 1876 - 27 maggio 1936) sposò nel 1897 Alberto di Schaumburg-Lippe (24 ottobre 1869 - 25 dicembre 1942), ed ebbe a sua volta quattro figli:

Massimiliano di Schaumburg-Lippe (28 marzo 1898 - 4 febbraio 1974)
Franz Josef di Schaumburg-Lippe (1º settembre 1899 - 6 luglio 1963)
Alexander di Schaumburg-Lippe (20 gennaio 1901 - 26 novembre 1923)
Bathildis di Schaumburg-Lippe (11 novembre 1903 - 29 giugno 1983)
- Olga di Württemberg (1º marzo 1876 - 21 ottobre 1932) sposò nel 1898 Maximilian di Schaumburg-Lippe (13 marzo 1871 - 1º aprile 1904) ed ebbe tre figli

Eugen di Schaumburg-Lippe (8 agosto 1899 - 9 novembre 1929)
Albrecht di Schaumburg-Lippe (17 ottobre 1900 - 20 maggio 1984)
Bernhard di Schaumburg-Lippe (8 dicembre 1902 - 24 giugno 1903)

## Ascendenza
|                                  |                                |                                                 | Genitori                                  |  |  | Nonni |  |  | Bisnonni          |  |  | Trisnonni            |  |
|                                  |                                |                                                 |                                           |  |  |       |  |  | Paolo I di Russia |  |  | Pietro III di Russia |  |
|                                  |                                |                                                 |                                           |  |  |       |  |  | Paolo I di Russia |  |  | Pietro III di Russia |  |
|                                  |                                | Caterina II di Russia                           |                                           |  |  |       |  |  | Paolo I di Russia |  |  |                      |  |
| Nicola I di Russia               |                                |                                                 |                                           |  |  |       |  |  | Paolo I di Russia |  |  |                      |  |
|                                  |                                | Sofia Dorotea di Württemberg                    | Federico II Eugenio di Württemberg        |  |  |       |  |  |                   |  |  |                      |  |
|                                  |                                | Sofia Dorotea di Württemberg                    | Federico II Eugenio di Württemberg        |  |  |       |  |  |                   |  |  |                      |  |
|                                  |                                | Sofia Dorotea di Württemberg                    | Federica Dorotea di Brandeburgo-Schwedt   |  |  |       |  |  |                   |  |  |                      |  |
| Konstantin Nikolaevič Romanov    |                                | Sofia Dorotea di Württemberg                    |                                           |  |  |       |  |  |                   |  |  |                      |  |
|                                  |                                | Federico Guglielmo III di Prussia               | Federico Guglielmo II di Prussia          |  |  |       |  |  |                   |  |  |                      |  |
|                                  |                                | Federico Guglielmo III di Prussia               | Federico Guglielmo II di Prussia          |  |  |       |  |  |                   |  |  |                      |  |
|                                  |                                | Federico Guglielmo III di Prussia               | Federica Luisa d'Assia-Darmstadt          |  |  |       |  |  |                   |  |  |                      |  |
| Carlotta di Prussia              |                                | Federico Guglielmo III di Prussia               |                                           |  |  |       |  |  |                   |  |  |                      |  |
|                                  |                                | Luisa di Meclemburgo-Strelitz                   | Carlo II di Meclemburgo-Strelitz          |  |  |       |  |  |                   |  |  |                      |  |
|                                  |                                | Luisa di Meclemburgo-Strelitz                   | Carlo II di Meclemburgo-Strelitz          |  |  |       |  |  |                   |  |  |                      |  |
|                                  |                                | Luisa di Meclemburgo-Strelitz                   | Federica Carolina Luisa d'Assia-Darmstadt |  |  |       |  |  |                   |  |  |                      |  |
| Vera Konstantinovna Romanova     |                                | Luisa di Meclemburgo-Strelitz                   |                                           |  |  |       |  |  |                   |  |  |                      |  |
|                                  | Federico di Sassonia-Altenburg | Ernesto Federico III di Sassonia-Hildburghausen |                                           |  |  |       |  |  |                   |  |  |                      |  |
|                                  | Federico di Sassonia-Altenburg | Ernesto Federico III di Sassonia-Hildburghausen |                                           |  |  |       |  |  |                   |  |  |                      |  |
|                                  | Federico di Sassonia-Altenburg | Ernestina Augusta di Sassonia-Weimar            |                                           |  |  |       |  |  |                   |  |  |                      |  |
| Giuseppe di Sassonia-Altenburg   | Federico di Sassonia-Altenburg |                                                 |                                           |  |  |       |  |  |                   |  |  |                      |  |
|                                  |                                | Carlotta di Meclemburgo-Strelitz                | Carlo II di Meclemburgo-Strelitz          |  |  |       |  |  |                   |  |  |                      |  |
|                                  |                                | Carlotta di Meclemburgo-Strelitz                | Carlo II di Meclemburgo-Strelitz          |  |  |       |  |  |                   |  |  |                      |  |
|                                  |                                | Carlotta di Meclemburgo-Strelitz                | Federica Carolina Luisa d'Assia-Darmstadt |  |  |       |  |  |                   |  |  |                      |  |
| Alessandra di Sassonia-Altenburg |                                | Carlotta di Meclemburgo-Strelitz                |                                           |  |  |       |  |  |                   |  |  |                      |  |
|                                  |                                | Ludovico Federico Alessandro di Württemberg     | Federico II Eugenio di Württemberg        |  |  |       |  |  |                   |  |  |                      |  |
|                                  |                                | Ludovico Federico Alessandro di Württemberg     | Federico II Eugenio di Württemberg        |  |  |       |  |  |                   |  |  |                      |  |
|                                  |                                | Ludovico Federico Alessandro di Württemberg     | Federica Dorotea di Brandeburgo-Schwedt   |  |  |       |  |  |                   |  |  |                      |  |
| Amalia di Württemberg            |                                | Ludovico Federico Alessandro di Württemberg     |                                           |  |  |       |  |  |                   |  |  |                      |  |
|                                  |                                | Enrichetta di Nassau-Weilburg                   | Carlo Cristiano di Nassau-Weilburg        |  |  |       |  |  |                   |  |  |                      |  |
|                                  |                                | Enrichetta di Nassau-Weilburg                   | Carlo Cristiano di Nassau-Weilburg        |  |  |       |  |  |                   |  |  |                      |  |
|                                  |                                | Enrichetta di Nassau-Weilburg                   | Carolina d'Orange-Nassau                  |  |  |       |  |  |                   |  |  |                      |  |
|                                  |                                | Enrichetta di Nassau-Weilburg                   |                                           |  |  |       |  |  |                   |  |  |                      |  |